# Изгрев (Пловдив)
Вижте пояснителната страница за други значения на Изгрев.
Изгрев е квартал, който се намира в район Източен на град Пловдив и е най-крайната урбанизирана територия в източна посока, на южния бряг на Марица.
Кварталът е изграден в края на 70-те години на ХХ век. Новата му част се състои от ниски панелни блокове, пет и осем етажни, а на улица „Преспа“ има 6 жилищни гиганта, 2 от които са с 22 етажа. Старата част на квартала е застроена с малки тухлени кооперации между Цариградско шосе и улица „Храбрец“.
Границите на Изгрев – на юг е Цариградско шосе, а на запад е Столипиново. Разделителната линия между двата квартала минава по улица „Ландос“ с продължение по улица „Храбрец“ до Специализираното училище „Проф. Д-р Ст. Белинов“. Източните предели на квартала достигат промишлената зона и дъгата на Околовръстното шосе, а на север граничи с реката.
Квартала има добре поддържана инфраструктура и удобни транспортни връзки чрез няколко автобусни линии (6, 21, 22, 26, 36, 66, 116). В „Изгрев“ се намира единствената църква в Източен – храма „Св. Пророк Илия“.
Квартала се обслужва от 6-о полицейско управление, пощенски клон „4006“ и медицински център „Изток“.
„Изгрев“ разполага с 6 детски градини, 1 детска ясла и 3 училища – 39-о НУ „Нектариев“, ОУ „Димчо Дебелянов“ и СОУ „Симон Боливар“.